# Liste der reichsten Menschen in Bosnien und Herzegowina
In Bosnien und Herzegowina verfügen ca. 600 Menschen über ein Gesamtvermögen von mindestens 1 Mio. KM (umgerechnet etwa 500.000 EUR). Es gibt keine Milliardäre im Land (nach Währung EUR oder USD). Die Top 3 der reichsten Menschen in Bosnien und Herzegowina sind nach Angaben des US-amerikanischen Magazins Forbes (Stand: 2017):
| Rang | Person / Familie | Unternehmen   | Vermögen in Mio. (EUR) |
| ---- | ---------------- | ------------- | ---------------------- |
| 1    | Familie Hastor   | Prevent Group | 386,5                  |
| 2    | Izudin Ahmetlić  | Hifa Oil      | 348                    |
| 3    | Senad Džambić    | Bingo         | 291,6                  |

Inländische Medien schätzen die Vermögen der reichsten Menschen in Bosnien und Herzegowina deutlich höher ein. Die Top 13 sind (Stand: 2023):
| Rang | Person / Familie   | Unternehmen          | Vermögen in Mio. (EUR) |
| ---- | ------------------ | -------------------- | ---------------------- |
| 1    | Beriz Ademovič     | Bingo                | 892,2                  |
| 2    | Familie Hastor     | Prevent Group        | 696,2                  |
| 3    | Luca Stanić        | Stanić grupa         | 631,5                  |
| 4    | Petar Ćorluka      | Violeta              | 560,1                  |
| 5    | Familie Bogdan     | FEAL                 | 496,4                  |
| 6    | Familie Kožul      | TT kabeli            | 470,6                  |
| 7    | Izudin Ahmetlić    | Hifa Oil             | 456,3                  |
| 8    | Mirko Risović      | Tropic Banjaluka     | 399,1                  |
| 9    | Hamed Ramić        | Euroasfalt           | 379,2                  |
| 10   | Drago Malinović    | Komerc Mali Prnjavor | 337                    |
| 11   | Familie Gudelj     | FIS                  | 301,3                  |
| 12   | Miroslav Antunović | AGS Antunović        | 171,5                  |
| 13   | Šemsudin Hasić     | Herzegowina-Medizin  | 117,8                  |